# Dreams Come True Tour
Dreams Come True Tour foi a primeira turnê do grupo global Now United. A turnê começou em 17 de novembro de 2019, em Belo Horizonte, Brasil, e foi finalizada em 24 de novembro, no Rio de Janeiro. Nessa turnê foram apresentadas três novas músicasː "Live This Moment", "Na Na Na" e "Dana Dana", embora o planejado era também apresentarem "Wake Up" e "Pas Le Choix".

## Antecedentes
Após três idas do grupo ao Brasil, em novembro de 2019, Now United anunciou sua volta com sua primeira turnê, intitulada "Dreams Come True Tour". Os ingressos foram vendidos em um dia em todas as datas. Dez dias antes da estreia da turnê, Joalin Loukamaa anunciou aos fãs que não compareceria aos shows no Brasil devido a problemas pessoais, portanto os shows tiveram a presença de apenas doze membros, já que Lamar continuou sem se pronunciar sobre sua situação no grupo.

### Ensaios
Com três semanas de antecedência, os ensaios foram iniciados pelo grupo em Los Angeles, Estados Unidos. Mesmo com o tempo limitado, sete novas coreografias e gravações de conteúdo novo foram aprendidos. Para um resultado mais rápido, o coreógrafo, Kyle Hanagami, levou dançarinos auxiliares para servirem como espelho e ajudar os integrantes do Now United com o processo. O ensaio completo fora disponibilizado em vários vídeos (Disponibilizados por apenas 24 horas) no canal oficial do grupo no YouTube intitulado "The Road to Dreams Come True".

## Repertório
1. Intro + All Day
2. How We Do It (solo version)
3. What Are We Waiting For
4. Summer In The City (2nd version)
5. Solo Hina (dance)
6. Live This Moment
7. Like That (extended version)
8. Lendas
9. Solo Josh (dance)
10. Crazy Stupid Silly Love
11. Afraid Of Letting Go
12. Na Na Na
13. Sunday Morning
14. Solo Shivani (dance)
15. Beautiful Life (extended version)
16. Dana (1st version)
17. Paraná (extended version)
18. Who Would Think That Love? (2nd version) (extended version)
19. All Day (Hi Energy Remix)

## Datas
| País           | Estado         | Cidade         | Data                   | Local                |
| América do Sul | América do Sul | América do Sul | América do Sul         | América do Sul       |
| -------------- | -------------- | -------------- | ---------------------- | -------------------- |
| Brasil         | Minas Gerais   | Belo Horizonte | 17 de novembro de 2019 | Km de Vantagens Hall |
| Brasil         | São Paulo      | São Paulo      | 20 de novembro de 2019 | Vibra São Paulo      |
| Brasil         | Paraná         | Curitiba       | 22 de novembro de 2019 | Teatro Positivo      |
| Brasil         | Rio de Janeiro | Rio de Janeiro | 24 de novembro de 2019 | Vivo Rio             |